# پادشاهی‌های بربر

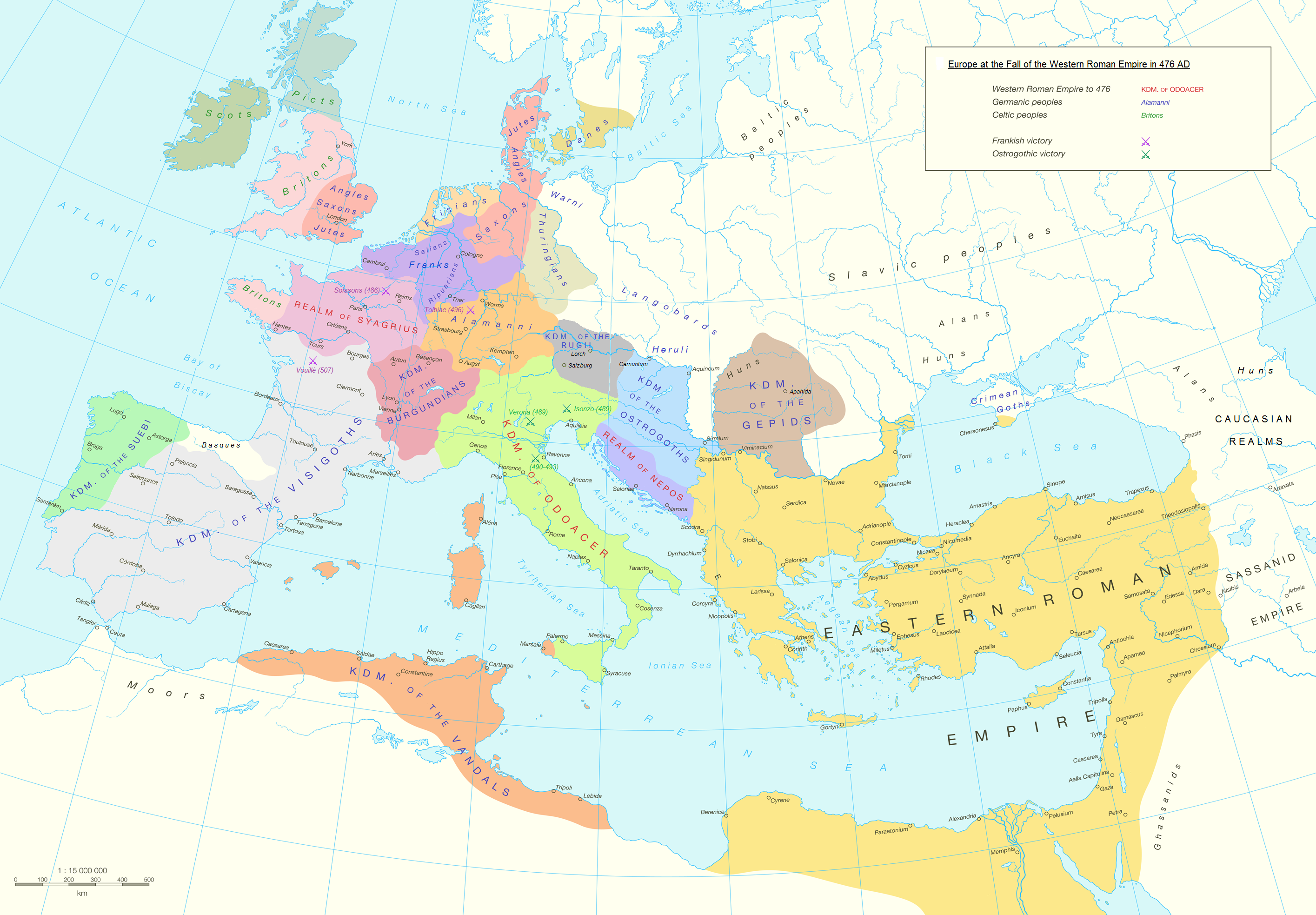
نقشه سیاسی اروپا، شمال آفریقا و خاورمیانه در سال ۴۷۶ که باقی‌مانده امپراتوری روم شرقی (امپراتوری بیزانس)، در مدیترانه شرقی و پادشاهی‌های مختلف جدید در قلمرو امپراتوری روم غربی سابق را نشان می‌دهد.

پادشاهی‌های بربر، همچنین به عنوان پادشاهی‌های پس از روم، پادشاهی‌های غربی یا پادشاهی‌های اوایل قرون وسطی، ایالت‌هایی بودند که در قرن پنجم، توسط غیر رومی‌های مختلف، در درجه اول ژرمن‌ها، مردم غرب اروپا و شمال آفریقا، پس از فروپاشی امپراتوری روم غربی تأسیس شدند.
تشکیل پادشاهی بربرها فرآیندی پیچیده، تدریجی و تا حد زیادی غیرعمد بود، زیرا دولت روم در رسیدگی به مهاجران بربر در مرزهای امپراتوری ناکام ماند و این منجر به اشغال یا دعوت به قلمرو امپراتوری شد. با این وجود بربرها از توانایی ادغام مناسب در قلمرو و ساختار امپراتوری محروم شدند.

## تشکیل

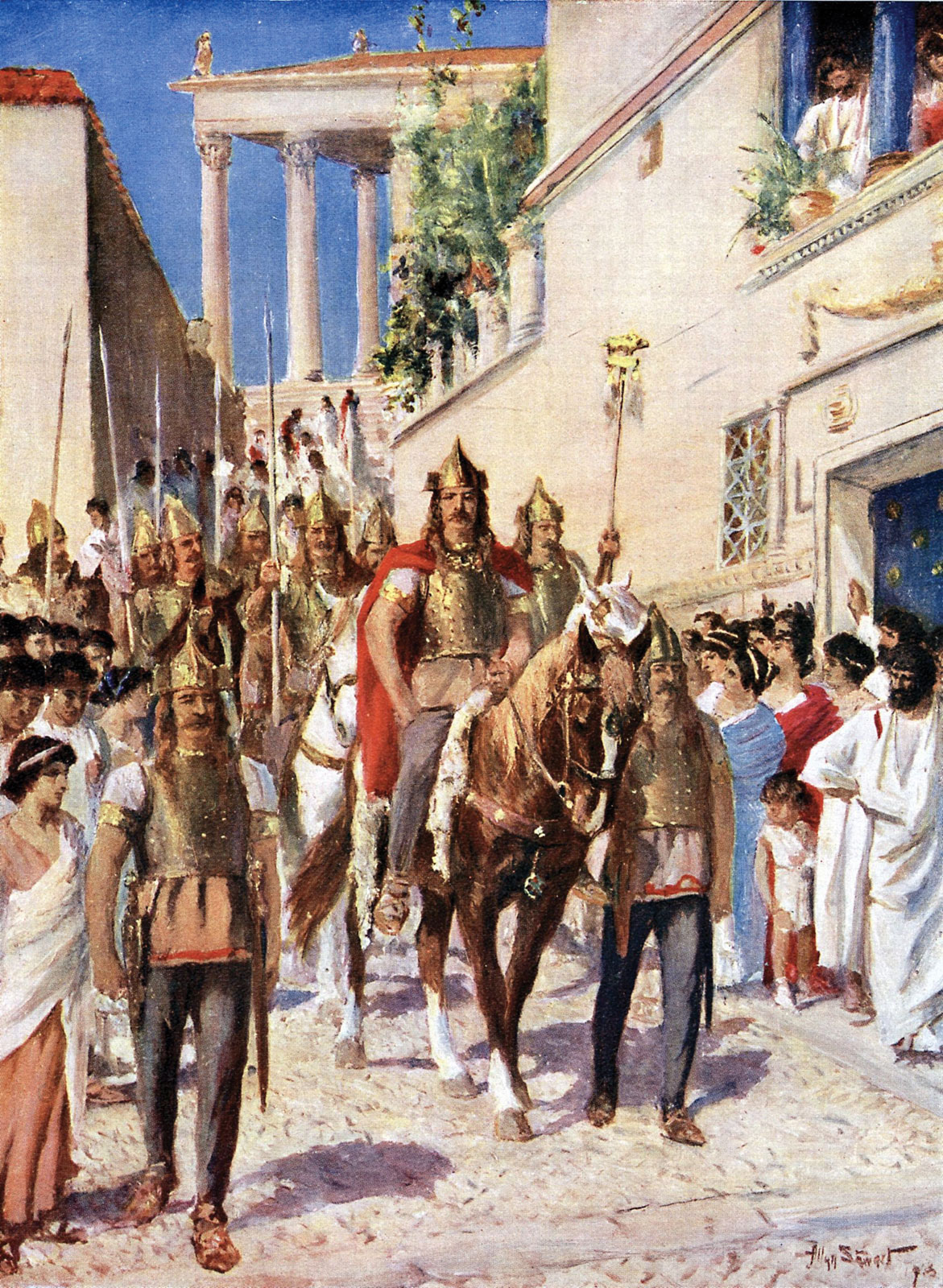
نقاشی قرن بیستم - آلاریک یکم، رهبر ویزیگوت‌ها ۳۹۵–۴۱۰، پس از تصرف شهر در سال ۳۹۵ وارد آتن شد.

ظهور پادشاهی‌های بربر در قلمروی که قبلاً توسط امپراتوری روم غربی اداره می‌شد، فرآیندی تدریجی، پیچیده و عمدتاً غیرعمدی بود. نقطه شروع روندی که به شکل‌گیری آنها انجامید مهاجرت تعداد زیادی از مردمان بربر (غیر رومی) به قلمرو امپراتوری روم بود. مهاجرت‌ها هم با اشغال و هم با دعوت بود. دعوت از مردمان فراتر از مرزهای امپراتوری برای استقرار در قلمرو روم، سیاست جدیدی نبود، بلکه کاری بود که در گذشته چندین بار توسط امپراتورها، عمدتاً برای اهداف اقتصادی، کشاورزی یا نظامی انجام شده بود. ظرفیت مهاجرت در ایالتی به بزرگی و قدرتمندی امپراتوری روم تقریباً بی‌نهایت بود، اما چندین رویداد و تصادف در قرن چهارم تا پنجم اوضاع را پیچیده کرد.
در سال ۳۷۶، ویزیگوت‌ها که در برابر استروگوت‌ها فرار می‌کردند، که به نوبه خود در برابر هون‌ها فرار می‌کردند، توسط دولت امپراتوری روم شرقی اجازه یافتند از رودخانه دانوب عبور کرده و در بالکان مستقر شوند. بدرفتاری با پناهندگان گوتیک باعث شورش تمام عیار شد و آنها در سال ۳۷۸ شکستی فلج‌کننده‌ای را به ارتش صحرایی روم شرقی در نبرد آدریانوپل وارد کردند که در آن امپراتور والنس (۳۶۴–۳۷۸) نیز کشته شد. شکست در آدریانوپل برای رومیان تکان دهنده بود و آنها را مجبور به مذاکره و اسکان ویزیگوت‌ها در داخل مرزهای امپراتوری کرد، که در آنجا آنها رهبری خود را داشتند و به فدرالتی نیمه مستقل تبدیل شدند. جنگ‌های داخلی روم در اواخر قرن چهارم، و همچنین دوره‌هایی از جنگ سرد بین حاکمان دو امپراتوری روم غربی و شرقی، به ویزیگوت‌ها تحت رهبری آلاریک اول (ر. ۳۹۵–۴۱۰) فرصت داد تا به نیروی فعال در سیاست امپراتوری تبدیل شوند، سیاستی که دیگر به‌طور ضعیفی با خود دولت امپراتوری مرتبط بود.
مرحله سوم این بود که دولت امپراتوری روم غربی دریافت که دیگر قادر به اداره مؤثر همه سرزمین‌های تحت قلمرو خود نیست. این امر باعث شد که امپراتوری کنترل سرزمین‌های بیشتری را به پادشاهان بربر واگذار کند، که حالا قلمرو آنها بخشی دائمی از چشم‌انداز را تشکیل می‌داد. اگرچه این بدان مفهوم نبود که سرزمین‌های داخل مرزهای امپراتوری سابق دیگر بخشی از امپراتوری نیستند.

## میراث رومی و تداوم

### تداوم اجرائی
اگرچه قدرت از یک پایتخت واحد، مانند رم یا راونا، به پادشاهان و افسران محلی ادامه می‌یافت، اما دستگاه حکومت امپراتوری روم سابق اساساً در غرب اثرگذار باقی ماند زیرا حاکمان بربر جدید بسیاری از جنبه‌های اجرایی اواخر رومیان را پذیرفتند. قوانین روم همچنان در قرن پنجم و ششم به عنوان نظام حقوقی غالب در غرب باقی ماند. بعضی از پادشاهان بربر به مسائل حقوقی علاقه نشان دادند و قوانین حقوقی خود را صادر کردند که اساس آنها همان قوانین روم بود.

### مشروعیت روم

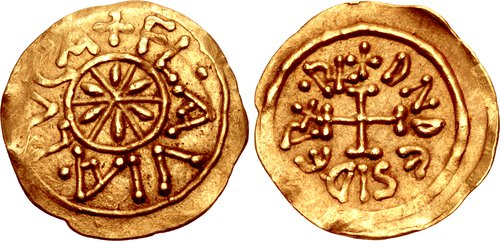
سکه متعلق به دسیدریوس از پادشاهان بربر، ۷۷۴–۷۵۶

پس از فروپاشی امپراتوری روم غربی، حاکمان مختلف بربر در اروپای غربی تلاش کردند تا با اتخاذ عناصر خاصی از امپراتوری سابق، مشروعیت خود را تقویت کنند. عنوانی که پادشاهان به‌طور گسترده از آن استفاده می‌کردند رکس بود، که مبنایی از اقتدار را تشکیل می‌داد که می‌توانستند در دیپلماسی با سایر پادشاهی‌ها و دربار امپراتوری بازمانده در قسطنطنیه استفاده کنند.

### امکان بازسازی امپراتوری

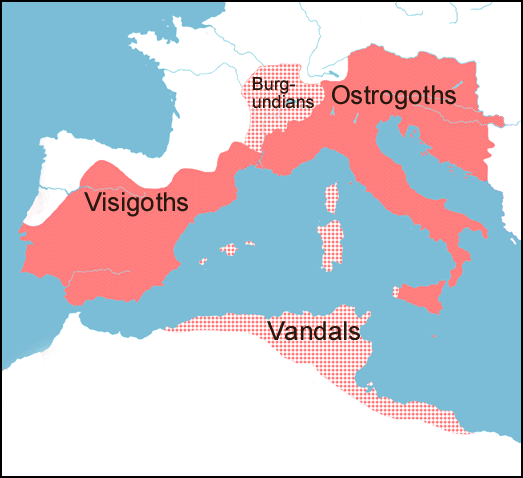
در اوج سلطنت خود در سال ۵۲۳، تئودوریک بزرگ بر استروگوت‌های ایتالیا حکومت می‌کرد، نایب‌السلطنه یزیگوت‌های هیسپانیا بود و بورگوندی‌ها و وندال‌ها را مجبور به پرداخت خراج کرد

در اوایل قرن ششم، قدرتمندترین پادشاهان اروپای غربی تئودوریک بزرگ ایتالیا و کلوویس یکم از فرانک‌ها بودند. هر دو حاکم توسط دربار امپراتوری قسطنطنیه به رسمیت شناخته شده و از افتخاراتی برخوردار شدند که به آنها درجه خاصی از مشروعیت اعطا کرد که آنها برای توجیه گسترش سرزمین‌شان مورد استفاده قرار دادند. تئودوریک توسط امپراتور آناستاسیوس یکم به عنوان یک پاتریسی شناخته شد، که همچنین مفاخر امپراتوری غربی را در قسطنطنیه از سال ۴۷۶ به ایتالیا بازگرداند.
در قرن ششم، مورخان روم شرقی غرب را به عنوان «گمشده» در برابر تهاجمات بربرها توصیف کردند، و نه اینکه رومی‌ها خود پادشاهان بربر را در آن سرزمین سکنا داده باشند. مورخان مدرن، این تحول را «تهاجم ایدئولوژیک ژوستینیانیک» نامیده‌اند.

## فرهنگ
با وجود تقسیم شدن به چندین قلمرو کوچکتر، مردمان در پادشاهی‌های بربر ارتباطات فرهنگی و مذهبی قوی با یکدیگر داشتند. پادشاهان بربر هم مسیحیت را پذیرفتند، که به عنوان دین رومی تثبیت شده بود، و هم زبان لاتین را تیز برای خود انتخاب نمودند، و بدینسان میراث فرهنگی روم را به ارث بردند و حفظ کردند. در عین حال، آنها به هویت غیر رومی خود نیز متصل ماندند و برای ایجاد هویت متمایز خود تلاش کردند.

## پایان پادشاهی بربرها
به اثبات رسید که پادشاهی‌های بربر، دولت‌های بسیار شکننده‌ای بودند. حتی ادر قدرتمندترین و طولانی‌ترین پادشاهی‌ها، ویزیگوت‌ها، فرانک‌ها و لمباردها، تنها پادشاهی فرانک‌ها از قرون وسطی اولیه برقرار ماندند.
قلمرو ویزیگوتیک قبلاً در قرن ششم فرو ریخته بود و باید تقریباً از ابتدا تحت رهبری لیوویگیلد در دهه‌های ۵۶۰ و ۵۷۰ بازسازی می‌شد. سرانجام این پادشاهی هنگامی که در اوایل قرن هشتم توسط خلافت اموی فتح شد، ویران شد.